# Église Saint-Jean de Sispony
Pour les articles homonymes, voir Église Saint-Jean.
L'église Saint-Jean (catalan : església de Sant Joan) est une église construite dans le village de Sispony (paroisse de La Massana) en Andorre.

## Histoire
La construction de l'église sous sa forme actuelle a eu lieu au XVIIe siècle d'après la date inscrite au dessus de la porte d'entrée (1641),. Néanmoins une église romane était préexistante et documentée depuis le XIIIe siècle.

## Architecture
Le style architectural dominant est le baroque. L'église, tout comme son clocher, possède un plan de base quadrangulaire,. La façade est orientée vers l'est.